# Johannes-Nepomuk-Statue (Eggenburg)

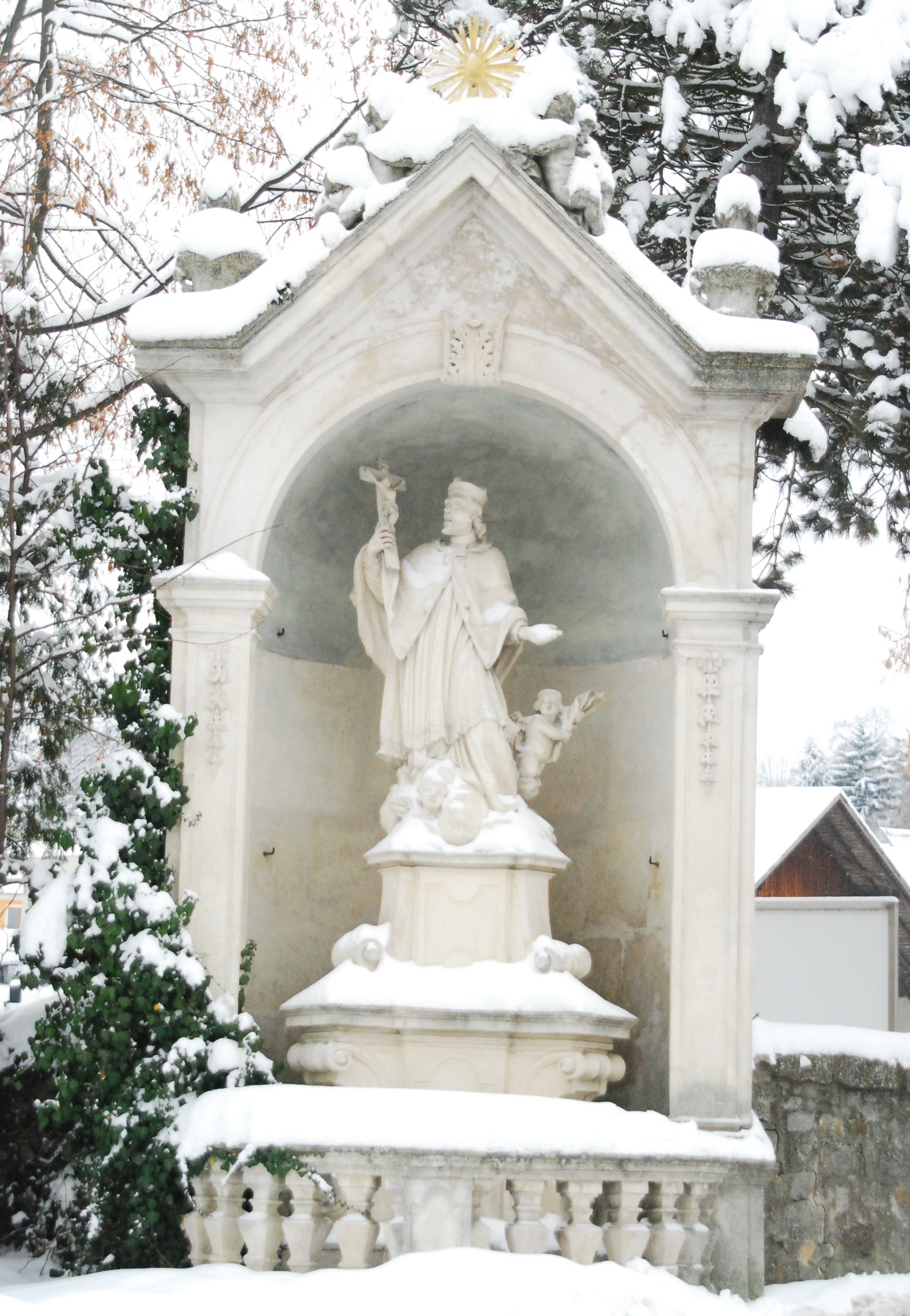
Johannes-Nepomuk-Statue in Eggenburg

Die Johannes-Nepomuk-Statue in der Stadt Eggenburg in Niederösterreich steht unter Denkmalschutz (Listeneintrag).

## Geschichte
Die Statue Johannes Nepomuks in der Horner Straße in Eggenburg stammt aus der Zeit um 1725.
Die Österreichische Kunsttopographie für den Bezirk Horn beschreibt die bei der Brücke über die Schmida gelegene Anlage als kapellenähnlichen Ziegelbau mit einer großen Rundbogennische. Das Bauwerk wird von Pilastern eingefasst. Auf dem Giebeldach finden sich Putten und Vasen.
Darin befindet sich auf einem hohen Postament, welches von Steilvoluten flankiert wird, eine überlebensgroße Statue des Heiligen mit Engeln und Cherubsköpfchen. Geschützt wird die Statue Johannes Nepomuks durch eine steinerne Balustrade.